# Kim Bich-Na
Kim Bich-Na (10 de marzo de 1992) es una deportista surcoreana que compite en taekwondo. Ganó una medalla de plata en el Campeonato Asiático de Taekwondo de 2018 en la categoría de +73 kg.

## Palmarés internacional
| Campeonato Asiático | Campeonato Asiático          | Campeonato Asiático | Campeonato Asiático |
| Año                 | Lugar                        | Medalla             | Categoría           |
| ------------------- | ---------------------------- | ------------------- | ------------------- |
| 2018                | Ciudad Ho Chi Minh (Vietnam) | Medalla de plata    | +73 kg              |